# Licia Ronzulli
Licia Ronzulli, née le 14 septembre 1975 à Milan, est une femme politique italienne, membre de Forza Italia.
Le 18 octobre 2022, elle est élue par acclamation président du groupe Forza Italia au Sénat. Elle succède à Anna Maria Bernini devenue ministre de l'Enseignement supérieur et de la Recherche.

## Biographie
Membre du parti politique italien Le Peuple de la liberté, Licia Ronzulli est une ancienne députée européenne, élue le 7 juin 2009.
Elle a milité pour le droit des femmes à concilier vie privée et vie professionnelle en venant au Parlement européen accompagnée de sa fille encore en bas âge.